# Dyskografia Izabeli Trojanowskiej
Artykuł prezentuje kompletną dyskografię Izabeli Trojanowskiej.

## Albumy studyjne
| Rok  | Dane dot. albumu                                                                                                  |
| ---- | --- |
| 1981 | Iza - Wytwórnia: Tonpress - Format: LP, MC                                                                        |
| 1982 | Układy - Wytwórnia: Tonpress - Format: LP, CD, MC                                                                 |
| 1991 | Izabela Trojanowska - Wytwórnia: ZPR Records - Format: CD                                                         |
| 1993 | Pożegnalny cyrk (oraz Tadeusz Nalepa) - Wytwórnia: Intersonus - Format: CD                                        |
| 1997 | Chcę inaczej - Wydany: 1 maja 1997 - Wytwórnia: Starling S.A. - Format: CD, MC, digital download, streaming       |
| 2011 | Życia zawsze mało - Wydany: 8 października 2011 - Wytwórnia: Roxy Records - Format: DG, CD                        |
| 2016 | Na skos - Wydany: 10 listopada 2016 - Wytwórnia: Universal Music Polska - Format: CD, digital download, streaming |

## Kompilacje
| Rok  | Dane dot. kompilacji |
| ---- | --- |
| 1991 | The Best of Izabela Trojanowska - Wytwórnia: Intersonus - Format: CD                                                         |
| 1999 | Złota kolekcja – Wszystko czego dziś chcę - Wydany: 1 stycznia 1999 - Wytwórnia: Pomaton EMI - Format: CD, MC                |
| 2006 | The Best – Komu więcej, komu mniej - Wydany: 1 stycznia 2006 - Wytwórnia: A.A. MTJ - Format: CD, digital download, streaming |
| 2007 | Platynowe przeboje – Sobie na złość - Wydany: 23 lipca 2007 - Wytwórnia: Euro Muzyka - Format: CD                            |
| 2007 | Gwiazdy polskiej muzyki lat 80. - Wytwórnia: TMM Polska - Format: CD                                                         |
| 2017 | Empik prezentuje: Dobre bo polskie - Wytwórnia: Universal Music Polska - Format: CD                                          |

## Minialbumy
| Rok  | Dane dot. minialbumu                                      | Certyfikat         |
| ---- | --------------------------------------------------------- | ------------------ |
| 1980 | Izabela Trojanowska - Wytwórnia: Tonpress - Format: 7     |                    |
| 1981 | Nic za nic - Wytwórnia: Tonpress - Format: 7              | - POL: złota płyta |
| 1981 | Przyda się do kartoteki - Wytwórnia: Tonpress - Format: 7 | - POL: złota płyta |
| 2006 | Izabela Trojanowska - Wytwórnia: MTJ - Format: CD         |                    |

## Single
| Rok                                                       | Tytuł                                                      | Najwyższa pozycja na liście | Najwyższa pozycja na liście | Wytwórnia i format                                                        | Certyfikaty i sprzedaż                      |
| Rok                                                       | Tytuł                                                      | PR I                        | LP3                         | Wytwórnia i format                                                        | Certyfikaty i sprzedaż                      |
| --------------------------------------------------------- | ---------------------------------------------------------- | --------------------------- | --------------------------- | ------------------------------------------------------------------------- | ------------------------------------------- |
| 1980                                                      | „Tyle samo prawd ile kłamstw” / „Komu więcej komu mniej”   | –/–                         | –/–                         | - Wytwórnia: Tonpress - Format: 7                                         | - POL: złota płyta - POL: sprzedaż: 122 250 |
| 1980                                                      | „Tydzień łez” / „Wszystko czego dziś chcę”                 | –/–                         | –/–                         | - Wytwórnia: Tonpress - Format: 7                                         | - Sprzedaż: 81 150                          |
| 1982                                                      | „Brylanty” / „Nic naprawdę”                                | 1/–                         | 4/13                        | - Wytwórnia: Tonpress - Format: 7                                         |                                             |
| 1985                                                      | „One by One”                                               | –                           | –                           | - Wytwórnia: E.S.T. Music - Format: 7                                     |                                             |
| 1985                                                      | „Goodbye”                                                  | –                           | –                           | - Wytwórnia: E.S.T. Music - Format: 7                                     |                                             |
| 1991                                                      | „Animal Song”                                              | –                           | –                           | - Wytwórnia: Tripindicular Records - Format: CD                           |                                             |
| 1996                                                      | „Chcę inaczej (I stało się, Musisz wygrać)”                | –                           | –                           | - Wytwórnia: AT Music - Format: CD                                        |                                             |
| 1996                                                      | „Więcej niż życie” / „Chcę żyć inaczej” / „Zamiera miłość” | –/–/–                       | –/–/–                       | - Wytwórnia: Starling S.A. - Format: CD                                   |                                             |
| 1997                                                      | „Nareszcie czuję”                                          | –                           | –                           | - Wytwórnia: Roxy Records - Format: CD                                    |                                             |
| 2001                                                      | „7 nocy bez ciebie”                                        | –                           | –                           | - Wytwórnia: Kogiel Mogiel Records - Format: CD                           |                                             |
| 2011                                                      | „Nie od razu”                                              | –                           | –                           | - Wytwórnia: Roxy Records                                                 |                                             |
| 2012                                                      | „Kochaj mnie za wszystko”                                  | –                           | –                           | - Wytwórnia: Roxy Records                                                 |                                             |
| 2016                                                      | „Posłańcy wszystkich burz”                                 | –                           | –                           | - Wytwórnia: Universal Music Polska                                       |                                             |
| 2017                                                      | „Skos”                                                     | –                           | –                           | - Wytwórnia: Universal Music Polska - Format: digital download, streaming |                                             |
| 2024                                                      | „Niebo nad Warszawą”                                       | –                           | –                           |                                                                           |                                             |
| „–” oznacza, że singiel nie był notowany na danej liście. |                                                            |                             |                             |                                                                           |                                             |

## Inne notowane utwory
| Rok                                                     | Tytuł              | Najwyższa pozycja na liście | Najwyższa pozycja na liście | Album               |
| Rok                                                     | Tytuł              | PR I                        | LP3                         | Album               |
| ------------------------------------------------------- | ------------------ | --------------------------- | --------------------------- | ------------------- |
| 1982                                                    | „Karmazynowa noc”  | 1                           | 1                           | Układy              |
| 1982                                                    | „Obce dni”         | 9                           | 4                           | Układy              |
| 1983                                                    | „Układy”           | 13                          | –                           | Układy              |
| 1990                                                    | „Independence Day” | –                           | 41                          | Izabela Trojanowska |
| 1996                                                    | „I stało się”      | –                           | 21                          | Chcę inaczej        |
| 1996                                                    | „Więcej niż życie” | –                           | 42                          | Chcę inaczej        |
| „–” oznacza, że utwór nie był notowany na danej liście. |                    |                             |                             |                     |